# Archidiocèse de Madurai
L'archidiocèse de Madurai est une circonscription ecclésiastique de l’Église catholique romaine dans le Tamil Nadu, en Inde du Sud. Une ancienne mission jésuite du XVIe siècle est canoniquement érigée comme diocèse en 1938, et devient archidiocèse en 1953. Il comprend aujourd’hui l’importante ville et district de Madurai avec les deux districts voisins de Theni et Virudhunagar et une partie du district civil de Dindigul.

## Histoire
Le travail missionnaire dans le royaume Nayak de Madurai commença avec l’arrivée des jésuites, au début du XVIIe siècle. C’est à Madurai que sont tentés les premiers essais d’inculturation (appelés alors accommodements), avec Roberto de Nobili optant pour une approche missionnaire radicalement nouvelle : il étudie le sanskrit et les écritures hindoues et adopte le style de vie des religieux hindous. Une petite communauté chrétienne se forme autour de lui. 
D’autres suivent l’exemple du précurseur. La mission s’étend progressivement vers le sud et le nord, ce que l’on appelle la mission carnatique. Les études orientales se développent au XVIIIe siècle : des noms restent bien connus, Jean de Britto, Gaston Cœurdoux, Constant Beschi. 
La suppression de la Compagnie de Jésus en 1773 créé une grave crise pastorale, même si de nombreux missionnaires restent à leur poste. Le territoire est alors confié aux pères des Missions étrangères de Paris qui assurent la relève. Les communautés chrétiennes restent intactes.
Au XVIIIe siècle, le nouvel engagement missionnaire encouragé par Grégoire XVI se fait à partir de Tiruchirapalli, qui est érigé en vicariat apostolique en 1838. D’importantes institutions éducatives (séminaire, collège, université) y sont créées par les jésuites français. 
En 1938 le diocèse de Madurai est créé, le bifurquant de celui de Tiruchirapalli. En 1953 il devient archidiocèse, le troisième archidiocèse métropolitain du Tamil Nadu. 

## Suffragants
La province métropolitaine de Madurai comprend tous les diocèses de la partie méridionale de l’état de Tamil Nadu, en Inde du Sud. Ainsi les six diocèses suivants en sont suffragants : Dindigul, Kottar, Palayamkottai, Sivagangai, Tiruchirapalli et Tuticorin. Depuis le 22 décembre 2014, a été érigé le diocèse de Kuzhithurai (en) par démembrement du diocèse de Kottar.

## Évêques et archevêques de Madurai

### Évêques de Madurai
- 1938-1953 : Jean-Pierre Léonard, jésuite

### Archevêques de Madurai
- 1953-1967 : Jean-Pierre Léonard, jésuite, démissionnaire
- 1967-1985 : Justin Diraviam (de), démissionnaire
- 1985-1987 : Casimir Gnanadickam, jésuite, nommé archevêque de Madras-Mylapore
- 1987-2003 : Marianus Arokiasamy, démissionnaire
- 2003-2014[2] : Peter Fernando
- 2014-2024[2] : Antony Pappusamy (en)[3]
- Depuis 2025 : Antonysamy Savarimuthu (en)